# R... Rajkumar
R... Rajkumar ist ein indischer Actionfilm aus dem Jahr 2013, der von Prabhu Deva inszeniert wurde. Die Hauptrollen spielen Shahid Kapoor und Sonakshi Sinha, mit Sonu Sood als Gegenspieler.

## Handlung
Romeo Rajkumar ist ein zielloser junger Mann, der in die Kleinstadt Dhartipur kommt, die von den rivalisierenden Drogenbaronen Shivraj Gurjar und Manik Parmar beherrscht wird. Rajkumar beginnt, für Shivraj zu arbeiten und gewinnt dessen Vertrauen, nachdem er einen Opium-Transport vor Parmars Männern rettet. Sein Leben ändert sich grundlegend, als er die schöne und gebildete Chanda kennenlernt, die als Waise von Manik Parmar aufgezogen wurde, ohne dass Rajkumar dies zunächst weiß.
Nach hartnäckigem Werben verliebt sich Chanda in Rajkumar. Doch als ihre Liebe aufblüht, beschließen Shivraj und Parmar, ihre Feindschaft zu beenden und Chanda gegen ihren Willen mit Shivraj zu verheiraten. Rajkumar stellt sich Shivraj entgegen und schwört, Chanda am Tag des Dussehra-Festes selbst zu heiraten. Shivraj versucht daraufhin, Rajkumar zu töten, doch es stellt sich heraus, dass Rajkumar im Auftrag des Drogenbosses Ajit Taaka nach Dhartipur gekommen ist, um die Kontrolle über das Kartell zu übernehmen.
Nach mehreren Auseinandersetzungen, Intrigen und Verrat wird Rajkumar scheinbar von Shivraj und Taaka getötet und begraben, überlebt jedoch mit Hilfe eines Verbündeten. Am Tag der geplanten Hochzeit taucht Rajkumar wieder auf, besiegt Shivraj und Taaka in einem finalen Kampf und rettet Chanda. Die beiden verlassen die Stadt gemeinsam, während die übrigen Widersacher bestraft werden.

## Hintergrund und Produktion
R... Rajkumar ist ein indischer Actionfilm aus dem Jahr 2013, der unter der Regie von Prabhu Deva entstand. Der Film wurde ursprünglich unter dem Titel „Rambo Rajkumar“ entwickelt, doch musste der Name aufgrund urheberrechtlicher Bedenken bezüglich des Begriffs „Rambo“ geändert werden. Auch der Name der Hauptfigur wurde entsprechend angepasst.
Der Film orientiert sich stark an südindischen Actionklassikern und ist ein typisches Beispiel für das sogenannte „Masala“-Genre, das Action, Romantik, Musik und Comedy miteinander verbindet. Regisseur Prabhu Deva, selbst ein bekannter Tänzer und Choreograf, setzte auf spektakuläre Tanzszenen und übertriebene Actionsequenzen, was als Markenzeichen seiner Filme gilt.
Produziert wurde R... Rajkumar von Viki Rajani und Sunil Lulla unter dem Banner von Next Gen Films. Die Musik stammt vom Komponisten Pritam und wurde zu einem der Highlights des Films, insbesondere die Songs „Gandi Baat“ und „Saree Ke Fall Sa“. Die Dreharbeiten fanden vor allem in Indien statt, wobei Wert auf bunte, dynamische Kulissen gelegt wurde.

## Musik
| # | Titel                     | Sänger/in                        | Länge |
| - | ------------------------- | -------------------------------- | ----- |
| 1 | Gandi Baat                | Mika Singh, Kalpana Patowary     | 04:13 |
| 2 | Saree Ke Fall Sa          | Antara Mitra, Nakash Aziz        | 03:53 |
| 3 | Mat Maari                 | Kunal Ganjawala, Sunidhi Chauhan | 04:21 |
| 4 | Dhokha Dhadi              | Arijit Singh, Palak Muchhal      | 04:09 |
| 5 | Kaddu Katega              | Antara Mitra                     | 03:31 |
| 6 | Gandi Baat (Film Version) | Nakash Aziz, Ritu Pathak         | 04:26 |
| 7 | Saree Ke Fall Sa (Remix)  | Antara Mitra, Nakash Aziz        | 03:49 |

## Rezeption
R... Rajkumar erhielt bei seiner Veröffentlichung überwiegend gemischte bis negative Kritiken. Kritisiert wurden vor allem die vorhersehbare und schwache Handlung, die übertriebenen Dialoge sowie das Fehlen von Originalität. Viele Kritiker bezeichneten den Film als typisches Beispiel für das „Masala“-Genre, das wenig Neues biete und sich stark an südindischen Vorbildern orientiere.
Positiv hervorgehoben wurden die energiegeladenen Tanz- und Actionszenen sowie die Musik, insbesondere die Songs „Gandi Baat“ und „Saree Ke Fall Sa“. Shahid Kapoor wurde für seine Darbietung in Tanz und Action gelobt, während die Leistungen der anderen Darsteller als routiniert, aber wenig innovativ beschrieben wurden.
Einige Kritiken bemängelten zudem vulgäre und sexistische Elemente sowie die fehlende Charakterentwicklung. Der Film wurde als „mutiges“ Unterfangen bezeichnet, das jedoch inhaltlich wenig Substanz biete und sich vor allem an ein Publikum richte, das Unterhaltung über Anspruch stellt.
Trotz der negativen Bewertungen war R... Rajkumar kommerziell erfolgreich und fand bei Fans des Genres Anklang.